# Roger Tetsu
Roger Tetsu (ur. 12 lipca 1913, zm. 2 lutego 2008 pod Paryżem) – francuski malarz i rysownik.
Znany był przede wszystkim z rysunków wykonywanych od lat 50. XX w., dla najważniejszych francuskich gazet w tym dla tygodnika ilustrowanego "Paris Match", tygodnika satyrycznego "France Dimanche", tygodnika "Jours de France", tygodnika społeczno-politycznego "Le Figaro Magazine" oraz "Ici Paris" i "Lui". Opublikował dwa zbiory swoich rysunków: "Życie jest piękne" (dla wydawnictwa komiksowego ”Glenat”) i ”Życie we dwóje" (Cherche Midi). Zmarł w wieku 94 lat.